# قيادة أخلاقية
القيادة الأخلاقية (بالإنجليزية: Ethical leadership)‏، هي القيادة التي يتم توجيهها من خلال احترام المعتقدات، والقيم الأخلاقية، وكرامة الآخرين، وحقوقهم. وبالتالي فهي مرتبطة بمفاهيم مثل الثقة، والصدق، والمراعاة، والكاريزما، والإنصاف.
تهتم الأخلاق بأنواع القيم، والأخلاق التي يراها الفرد أو المجتمع مرغوبة أو مناسبة. علاوة على ذلك، تهتم الأخلاق بفضيلة الأفراد، ودوافعهم. وتتأثر خيارات القائد أيضًا بتطوره الأخلاقي.

## النظرية

### نظرية التعلم الاجتماعي
وفقًا لنظرية التعلم الاجتماعي، يعمل القادة الأخلاقيون، كنماذج يحتذى بها لأتباعهم. يتم ملاحظة السلوك، مثل اتباع الممارسات الأخلاقية واتخاذ القرارات الأخلاقية، وبالتالي اتباعها. تخلق المكافآت، والعقوبات التي يمنحها القائد، فرصة ثانية للتعلم الاجتماعي، والتي تعلم السلوك المقبول وغير المقبول.

### نظرية التبادل الاجتماعي
في نظرية التبادل الاجتماعي، يتم تفسير تأثير القيادة الأخلاقية على الأتباع من خلال المعاملات التبادلية بين القادة، وأتباعهم. إن إنصاف القائد ورعايته لأتباعه يحفز على المعاملة بالمثل، حيث يتصرف الأتباع بنفس الطريقة تجاه القائد.